# 최종을
최종을(崔宗乙 1954년 ~ )는 대한민국 KBS의 방송인이었다.

## 경력
- KBS 외주제작팀 팀장
- 2008년 9월 ~ 2009년 12월 :  KBS 편성본부 본부장
- 2009년 12월 ~  2011년 : KBS비즈니스 상임이사